# Agonia
Agonia (Alternativtitel: Rasputin, Gott und Satan und Agonie; russisch Агония Agonija) ist ein Spielfilm des sowjetischen Regisseurs Elem Klimow. Er handelt vom Leben des sibirischen Bauern Rasputin, der Anfang des 20. Jahrhunderts zu großem Einfluss im Zarenhaus kam. Der Film wurde von 1966 bis 1974 gedreht, durfte aber in der Sowjetunion zunächst nicht aufgeführt werden. Erst 1981 wurde er im Ausland und schließlich 1985 auch in der UdSSR gezeigt.

## Inhalt

### Teil 1
Russland 1916 ist geprägt durch unüberbrückbare Gegensätze zwischen den Arbeitermassen und dem Zarenhaus, dazu kommt der Krieg gegen Deutschland. In dieser Zeit kommt Grigori Rasputin an die Macht, ein sibirischer Bauer, ehemaliger Pferdedieb, selbsternannter Wunderheiler, Wanderprediger, eine zwielichtige, faszinierende Persönlichkeit. Als Heiler verehrt, gelingt es ihm, Einfluss im Zarenhaus zu erringen, und schließlich bestimmt er das Schicksal der Mächtigen des Landes. Rasputin schürt Intrigen.

### Teil 2
Rasputins Einfluss befindet sich auf dem Höhepunkt, und der einst Heiliggesprochene wird am Zarenhof mehr und mehr als „Ungeheuer“ gefürchtet. Selbst der Zar, zur Marionette verkommen, ist machtlos gegen seine Intrigen. Doch ausgerechnet das eigene Netz aus Intrigen lässt Rasputin stolpern. Seine Macht schwindet, und sein Einfluss zerrinnt, doch mit ihm neigt sich auch die Ära des Zaren dem Ende zu.

## Hintergrund
Der Spielfilm ist angereichert mit Originalaufnahmen aus den betreffenden Jahren.

## Kritiken
Leonid Bronevoy urteilte bei schnittberichte.com: Der Film beschreibt das Leben des russischen Mönchs Rasputin. Er zeigt seinen Aufstieg zur Macht und wie sie ihn verdorben hat. Seine sexuellen Perversionen und sein Wahnsinn führen letztendlich zu seiner grausamen Ermordung.
Kino.de wertete über „Agonia – Rasputin, Gott und Satan: Das Schicksal des sibirischen Mönches vor dem Hintergrund des zerfallenden Zarenreiches.“: „Das Schicksal des sibirischen Mönches und Wunderheilers präsentiert Elem Klimow („Komm und sieh“) in seiner Schilderung der letzten Jahre des Zarenreiches als Illustration verbrecherischer Macht, wobei er sich auch zeitgenössischer dokumentarischer Aufnahmen bediente. Alexej Petrenko spielt den lüsternen Fanatiker mit wirrem Haar, zerzaustem Bart und hypnotischem Blick. Der Film war in der UdSSR zehn Jahre lang verboten und wurde erst freigegeben, nachdem es Klimow zum Vorsitzenden des Verbandes der russischen Filmschaffenden gebracht hatte.“
Der Film ist auch als DVD erschienen.